# Pogo (Album)
Pogo ist ein Jazzalbum des französischen Saxophonisten Jérôme Sabbagh. Die am 15. und 16. Juli 2006 im Studio Sear Sound, New York City, entstandenen Aufnahmen erschienen 2007 auf dem französischen Label Bee Jazz.

## Hintergrund
Der Jazz-Saxophonist Jérôme Sabbagh gründete 2004 bei seinem Eintreffen in New York ein Quartett mit dem Gitarristen Ben Monder, dem Bassisten Joe Martin und dem Schlagzeuger Ted Poor. In dieser Besetzung hatte er bereits das Album North (2004, Fresh Sound New Talent), eingespielt. Mit denselben Mitgliedern entstand Pogo, aber mehrere Jahre später auch das 2014 veröffentlichte Album The Turn (gleichfalls bei Bee Jazz bzw. Sunnyside).

## Titelliste
- Jérôme Sabbagh: Pogo (Bee Jazz BEE 019)[1]

1. Middle Earth	9:19
2. Rooftops	4:12
3. Moon/Sun	10:39
4. Stand Up	5:57
5. Pogo	9:34
6. As One	8:42
7. Hamra	6:49
8. Eye of the Storme	7:00

Die Kompositionen stammen von Jérôme Sabbagh.

## Rezeption

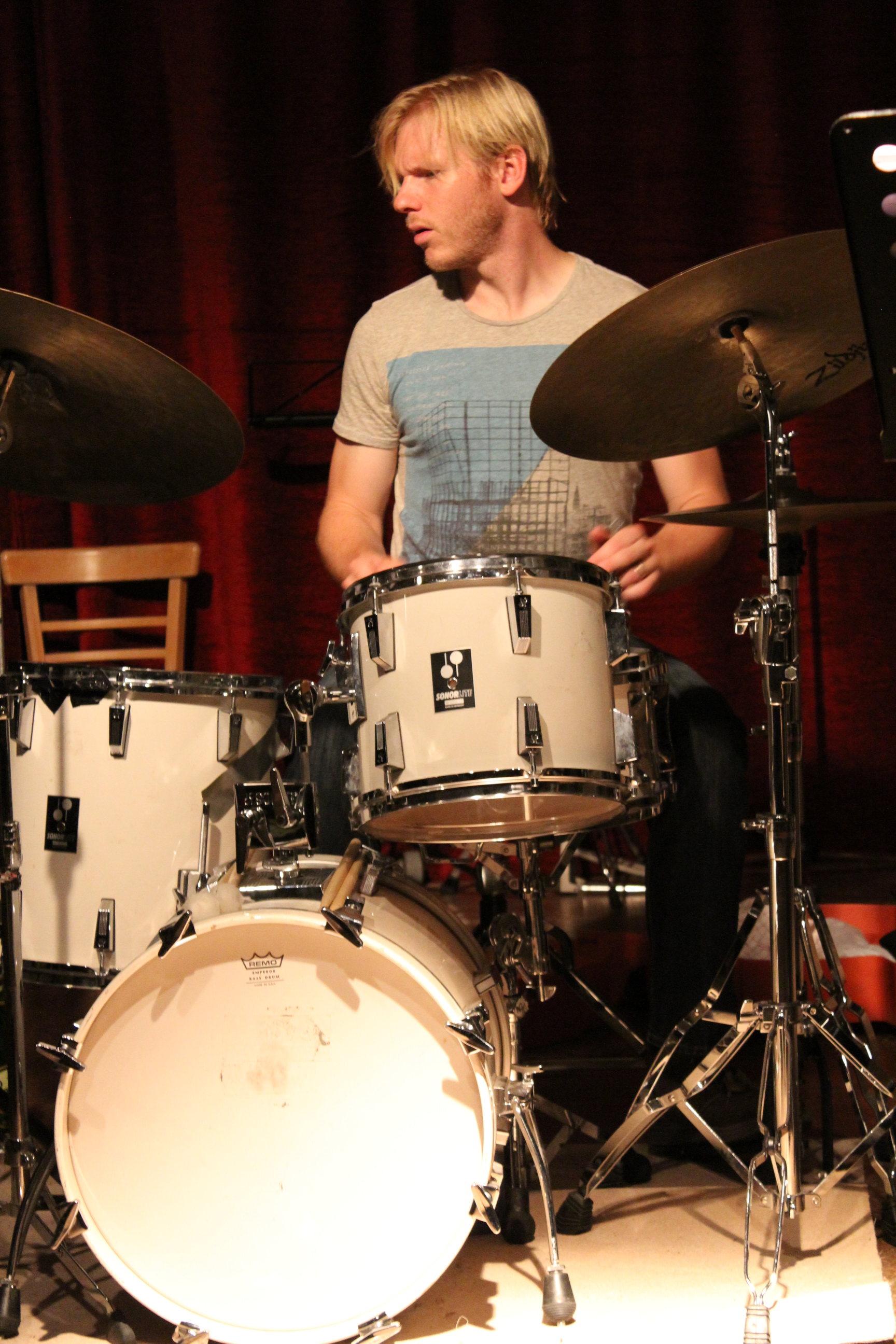
Ted Poor bei einem Konzert im Kölner Loft mit Joris Roelofs und Pablo Held, Juli 2012

Sabbagh sei [als Spieler] ein gründlicher Techniker mit Kontrolle und Lyrik, meint Mark F. Turner in All About Jazz; sein Saxophon scheine etwas verdeckt zu sein, aber er konzentriere sich offenbar mehr auf die Entwicklung seiner Kompositionen und den Sound der Gruppe als auf seine individuellen Fähigkeiten. Die Musik werde durch die überaus kraftvolle Rhythmusgruppe und die wunderbaren Spielereien Ben Monders umgesetzt. Sabbaghs Selbstlosigkeit sei ein Hauptfaktor des Albums, da der Gruppe die Autonomie gegeben werde, sich auszudrücken, sei es beim Titel „Pogo“, der sich wie eine Rockkonzert-Zugabe abspiele, oder in den Schattierungen der Ballade „Eye of the Storme“.
Unter einer Kühle, die an der Oberfläche der Musik zu spüren ist, erzeuge der Saxophonist Jerome Sabbagh – auf der großartigen Veröffentlichung Pogo – eine Spannung, die gekonnt kontrolliert werde, schrieb Budd Kopman (All About Jazz). Mit der Absicht, einen Stil zu entwickeln, der persönlich und wiedererkennbar sei, komponiert und spielt Sabbagh aus einem Kern heraus, der zunächst streng kontrolliert zu sein scheint. Es stelle sich jedoch heraus, dass das, was scheinbar Zurückhaltung ist, nur der Ursprung vieler feuriger Gefühle ist. Sabbaghs Sound drehe sich um ein trockenes, fast völlig vibratofreies Saxophon-Timbre, das ihn gleichzeitig exponiert und zurückhaltend klingen lässt – ganz im Gegenteil zu jemandem wie Wayne Escoffery.
Innerhalb des Ensembles herrsche viel rhythmische Freiheit und dynamisches Auf und Ab, schrieb Owen Cordle in JazzTimes. Sabbagh und Co. würden das Offensichtliche vermeiden: Backbeats sind in „Rooftops“ und „Stand Up“ zu hören, „Moon/Sun“ erinnere an Bitches Brew, und „Hamra“ enthalte ein Motiv aus dem Nahen Osten. Monders Spiel reiche von sanften, Jim-Hall-ähnlichen harmonischen Andeutungen im Hintergrund bis hin zu Fuzz-Rock-Solos. Martin und Poor würden verschiedene interne Grooves anschlagen und die Form jeder Melodie im Auge behalten. Sabbagh sei ein besinnlicher, im Allgemeinen leise agierender Spieler mit einem Gespür für rhythmische Überlagerungen. Auf diesem Album werde man weder die Blue-Note-Hardbop-Tradition noch aufrührerische Saxophonklänge im Coltrane-Stil hören; vielmehr existiere Pogo irgendwo dazwischen. Vielleicht sollte diese Musik „die neue Coolness“ genannt werden.
Scott Yanow verlieh dem Album in Allmusic drei Sterne und schrieb, Sabbagh habe angenehme und sanfte Töne auf dem Tenor- und Sopraninstrument. Der Großteil von Pogo sei eine ruhige Aufnahme, in der die Soli und Ensembles eher besinnlich und entspannt als aufregend klängen. Es gebe Stellen, an denen die melodische Musik eher schläfrig werde, und erst als Ben Monder im vierten Stück, dem bluesigen „Stand Up“, ein rockiges Solo spiele, erwache das Album zum Leben. Sicherlich sei die Musikalität hervorragend, aber man wünsche sich, dass unter diesen Spielern ein Feuer entzündet worden wäre.